# Masters of Chant Chapter VII
Masters Of Chant Chapter VII, lanzado en 2009 es el décimo álbum lanzado en 2009 por la banda alemana Gregorian.

## Lista de canciones
| N.º | Título                                 | Duración |  |
| 1.  | «Meadows Of Heaven - Interlude 1»      | 6:48     |  |
| 2.  | «One - Interlude 2»                    | 5:18     |  |
| 3.  | «It Will Be Forgiven - Interlude 3»    | 5:08     |  |
| 4.  | «Sweet Child of Mine - Interlude 4»    | 5:47     |  |
| 5.  | «A Face in the Crowd - Interlude 5»    | 4:15     |  |
| 6.  | «The Carpet Crawlers - Interlude 6»    | 5:46     |  |
| 7.  | «Arrival - Interlude 7»                | 3:40     |  |
| 8.  | «Enjoy the Silence - Interlude 8»      | 4:48     |  |
| 9.  | «A Whiter Shade of Pale - Interlude 9» | 4:58     |  |
| 10. | «Running Up That Hill - Interlude 10»  | 5:26     |  |
| 11. | «Molly Ban»                            | 4:18     |  |
| 12. | «Kashmir - Interlude 11»               | 7:00     |  |
| 13. | «Chasing Cars - Interlude 12»          | 5:13     |  |
| 14. | «Don't Leave Me Now»                   | 6:42     |  |